# Tegonotus scoticus
Tegonotus scoticus är en spindeldjursart som beskrevs av Heikki Roivainen 1950. Tegonotus scoticus är ett kvalster som ingår i släktet Tegonotus, och familjen Eriophyidae. Arten är reproducerande i Sverige.